# Üdruma
Koordinaten: 58° 49′ N, 24° 3′ O
Üdruma (deutsch Idroma) ist ein Dorf (estnisch küla) in der Landgemeinde Lääne-Nigula (bis 2017: Landgemeinde Kullamaa) im Kreis Lääne in Estland.

## Einwohnerschaft und Lage
Der Ort hat 73 Einwohner (Stand 31. Dezember 2021). Er liegt 34 Kilometer südöstlich der Landkreishauptstadt Haapsalu. Er ist seit Anfang des 16. Jahrhunderts urkundlich belegt.

## Denkmal
In dem Ort befindet sich ein Denkmal für ein Scharmützel des Ersten Weltkriegs, das am 22. Februar 1918 in Üdruma stattgefunden haben soll. Dabei kam durch Schüsse der deutschen Armee lediglich das weiße Pferd eines örtlichen Bewohners ums Leben, so dass das Monument im Volksmund „Denkmal des weißen Pferdes“ genannt wird.